# Carlos Sotelo (pilote moto)
Pour les articles homonymes, voir Sotelo.
Pas d'image ? Cliquez ici
Carlos Sotelo Rosell est un pilote espagnol de rallye-raid et de moto-cross. Troisième du classement général du Paris-Dakar en 1996.

## Biographie
Carlos Sotelo a monté son entreprise en 2011 de fabrication de différents véhicules à deux roues électriques,.

## Palmarès

### Résultats au Rallye Dakar
| Année | Categorie | Marque | Position | Victoires d'etapes |
| ----- | --------- | ------ | -------- | ------------------ |
| 1992  | moto      | Gilera | 8e       |                    |
| 1996  | moto      | KTM    | 3e       |                    |
| 1997  | moto      | Cagiva | 11e      | 1                  |
| 1999  | moto      | Yamaha | 5e       |                    |